# Nagdlunguaq-48

Logo du Nagdlunguaq-48

Nagdlunguaq-48 est un club de football et de handball groenlandais fondé en 1948 et basé à Ilulissat.

## Palmarès

### Football
- Championnat :
  - 1977, 1978, 1980, 1982, 1983, 1984, 2000, 2001, 2006, 2007
  - second : 1981, 2005
  - troisième : 2002
- Championnat féminin :
  - 1991, 1993

#### Bilan par saison
| Saison | Classement   |
| 1989   | 4            |
| 1990   | non qualifié |
| 1991   | non qualifié |
| 1992   | inconnu      |
| 1993   | inconnu      |
| 1994   | inconnu      |
| 1995   | 5            |
| 1996   | inconnu      |
| 1997   | inconnu      |
| 1998   | inconnu      |
| 1999   | 7            |
| 2000   | 1            |
| 2001   | 1            |
| 2002   | 3            |
| 2003   | inconnu      |
| 2004   | inconnu      |
| 2005   | 2            |
| 2006   | 1            |
| 2007   | 1            |

### Handball
- Championnat :
  - 2005